# Hedychrum rufipes
Hedychrum rufipes is een vliesvleugelig insect uit de familie van de goudwespen (Chrysididae). De wetenschappelijke naam van de soort is voor het eerst geldig gepubliceerd in 1893 door Du Buysson.